# Apfelbeckia lendenfeldi
Apfelbeckia lendenfeldi är en mångfotingart som beskrevs av Karl Wilhelm Verhoeff 1896. Apfelbeckia lendenfeldi ingår i släktet Apfelbeckia och familjen Schizopetalidae.

## Underarter
Arten delas in i följande underarter:
- A. l. abbreviatum
- A. l. caligulfer
- A. l. flavipes
- A. l. herzegowinense
- A. l. lendenfeldi
- A. l. miraculosa